# Parti rénovateur démocratique
Le Parti rénovateur démocratique (en portugais : Partido Renovador Democrático, abrégé en PRD) est un ancien parti politique centriste portugais actif entre 1985 et 1991.

## Origines
Conçu pour soutenir l'action du président António Ramalho Eanes, élu comme candidat indépendant, le PRD se place au centre de l'échiquier politique même s'il noue généralement des alliances avec la gauche. Lors des élections législatives anticipées de 1985, le PRD réalise une percée, arrivant en troisième position avec 17,9 % des voix et 45 sièges de députés sur 250. Le PRD accorde alors un soutien sans participation au gouvernement social-démocrate.

## Un feu de paille électoral
Lors de l'élection présidentielle de 1986, le PRD, allié pour l'occasion au Parti communiste soutient la candidature de Salgado Zenha, qui n'arrive qu'en troisième position avec 20,88 % des voix. L'année suivante, de nouvelles élections anticipées voient l'effondrement du PRD qui n'obtient plus que 4,9 % des voix et 7 sièges. La même année, le PRD fait élire un député européen à l'occasion des élections européennes intercalaires malgré un score très faible de 4,4 % des voix. Allié au Parti socialiste pour les élections européennes de 1989, le PRD parvient à conserver un siège de député européen. Puis, en 1991, le PRD disparaît définitivement du Parlement portugais, n'ayant réuni que 0,6 % des voix à l'occasion des élections législatives.
Dans le courant des années 1990, le PRD cesse toute activité politique. Devenu groupusculaire, il est infiltré par des éléments d'extrême droite souhaitant contourner la législation portugaise sur la création d'un parti politique (qui doit recueillir 5 000 signatures pour être validée). En 2000, ils fondent sur les cendres du PRD le Parti national rénovateur.

## Résultats électoraux

### Élections parlementaires
| Année | Voix      | %     | Sièges   | Rang | Gouvernement               |
| ----- | --------- | ----- | -------- | ---- | -------------------------- |
| 1985  | 1 038 893 | 17,92 | 45 / 250 | 3e   | Soutien au Xe gouvernement |
| 1987  | 278 561   | 4,91  | 7 / 250  | 4e   | Opposition                 |
| 1991  | 35 077    | 0,61  | 0 / 230  | 8e   | Extra-parlementaire        |